# Herb Andress
Herb Andress (* 10. Jänner 1935 in Goisern; † 8. April 2004 in Grasbrunn; eigentlich Herbert Andreas Greunz) war ein österreichischer Film- und Fernsehschauspieler, der vor allem durch seine Rollen von Rainer Werner Fassbinders Filmen Lili Marleen oder Acht Stunden sind kein Tag bekannt wurde.

## Leben und Wirken
Weiter spielte er in den TV-Serien Auf Achse, Monaco Franze, Der ganz normale Wahnsinn, Tatort und Polizeiruf 110 mit.
Herb Andress starb im Alter von 69 Jahren an  Blasenkrebs. Seine Grabstätte befindet sich auf dem Münchner Nordfriedhof.

## Filmografie (Auswahl)
- 1971: Warnung vor einer heiligen Nutte
- 1972: Ich, die Nonne und die Schweinehunde (Io monaca… per tre carogne e sette peccatrici)
- 1972–1973: Acht Stunden sind kein Tag (TV-Mehrteiler, fünf Folgen)
- 1976: Ab morgen sind wir reich und ehrlich
- 1977: Die Vertreibung aus dem Paradies
- 1977: Casanova & Co.
- 1979: Die Totenschmecker
- 1979: Der ganz normale Wahnsinn (TV-Serie, vier Folgen)
- 1979: Feuer! (Fernsehfilm)
- 1980: Die Reinheit des Herzens
- 1980: Tatort – Streifschuß
- 1980: Lili Marleen
- 1981: Sei zärtlich, Pinguin
- 1982: Die Krimistunde (Fernsehserie, Folge 2, Episode: "Schmerzlose Behandlung")
- 1983: Der Androjäger (TV-Serie, Folge 23)
- 1983: Monaco Franze – Der ewige Stenz (TV-Serie, eine Folge)
- 1985: Enemy Mine – Geliebter Feind
- 1990: Tatort – Schimanskis Waffe
- 1991: Tatort – Telefongeld
- 1993: Tatort – Ein Sommernachtstraum
- 1994: Kaisermühlen Blues – Der erste Kaisermühlner
- 2001: Polizeiruf 110: Gelobtes Land
- 2002: Taxi für eine Leiche
- 2003: Baltic Storm
- 2003: Luther
- 2004: So fühlt sich Liebe an